# Frea curta
Frea curta là một loài bọ cánh cứng trong họ Cerambycidae.